# AKB48グループ ユニットシングル争奪じゃんけん大会in神戸ワールド記念ホール
『AKB48グループ ユニットシングル争奪じゃんけん大会in神戸ワールド記念ホール』（エーケービーフォーティエイトグループ ユニットシングルそうだつじゃんけんたいかいインこうべワールドきねんホール）は、AKB48グループにより開催されたイベントである。AKB48グループのメンバーによるじゃんけんで、第6回のソロデビューとは異なり、7人組ユニットのメンバーを決定する。

## 概要
イベントの本戦は2016年10月10日に神戸ワールド記念ホールにおいて、初めて関東地方以外で開催された。
優勝者はAKB48の田名部生来となり、上位7人でのユニットシングルデビューが決定し、2016年12月21日に「じゃんけん民」のユニット名でシングル「逆さ坂」を発売した。このほか、8位から14位となったメンバー7人が同シングルのカップリング曲「奇跡のドア」の歌唱メンバーとなった。
例年と異なり、日本国内メンバーだけでなく、インドネシアのAKB48グループであるJKT48のじゃんけん大会で優勝したシンカ・ジュリアニも参加した。
イベントでは、AKB48の46thシングル「ハイテンション」が初披露されたほか、日本国内6番目となるAKB48グループ「STU48」が、瀬戸内7県（兵庫県・岡山県・広島県・山口県・徳島県・香川県・愛媛県）を舞台として2017年夏に発足することが発表された。
イベントの模様はBSスカパー!で本戦当日16時から20時30分まで『完全独占生中継!AKB48グループ ユニットシングル争奪じゃんけん大会 in 神戸ワールド記念ホール』として完全独占生中継された。また、ストリーミングサービスSHOWROOMでは、光文社の青木宏行とNGT48の中井りかがMCを担当した『AKB48グループじゃんけん大会2016裏実況生配信!』が生配信された。

## エントリーとトーナメントの流れ
太字が勝利者。
所属のうち「K研」はAKB48チームK ドラフト研究生、「難研」はNMB48研究生を示す。出場辞退者は取り消し線で表記。

### 選抜決定戦
| ブロ ック | 1回戦 | 1回戦                             | 1回戦    | 2回戦                   | 3回戦                 | 4回戦               |
| ブロ ック | No.   | 氏名                              | 所属     | 2回戦                   | 3回戦                 | 4回戦               |
| --------- | ----- | --------------------------------- | -------- | ----------------------- | --------------------- | ------------------- |
| A         | 1 2   | 兒玉遥 酒井萌衣                   | H/K E    | 酒井萌衣 伊豆田莉奈     | 酒井萌衣 田名部生来   | 田名部生来 高橋朱里 |
| A         | 3 4   | 伊豆田莉奈 柏木由紀               | 4 B/NIII | 酒井萌衣 伊豆田莉奈     | 酒井萌衣 田名部生来   | 田名部生来 高橋朱里 |
| A         | 5 6   | 植村梓 田名部生来                 | M B      | 田名部生来 中田ちさと   | 酒井萌衣 田名部生来   | 田名部生来 高橋朱里 |
| A         | 7 8   | 中田ちさと 武藤十夢               | K        | 田名部生来 中田ちさと   | 酒井萌衣 田名部生来   | 田名部生来 高橋朱里 |
| A         | 9 10  | 後藤楽々 樋渡結依                 | E A      | 後藤楽々 中西智代梨     | 後藤楽々 高橋朱里     | 田名部生来 高橋朱里 |
| A         | 11 12 | 中西智代梨 大矢真那               | A S      | 後藤楽々 中西智代梨     | 後藤楽々 高橋朱里     | 田名部生来 高橋朱里 |
| A         | 13 14 | 高橋朱里 坂口渚沙                 | 4 8/B    | 高橋朱里 西野未姫       | 後藤楽々 高橋朱里     | 田名部生来 高橋朱里 |
| A         | 15    | 西野未姫                          | 4        | 高橋朱里 西野未姫       | 後藤楽々 高橋朱里     | 田名部生来 高橋朱里 |
| B         | 16 17 | 北澤早紀 石塚朱莉                 | 4 M      | 北澤早紀 野澤玲奈       | 野澤玲奈 上野遥       | 野澤玲奈 川本紗矢   |
| B         | 18 19 | 長久玲奈 野澤玲奈                 | 8 4      | 北澤早紀 野澤玲奈       | 野澤玲奈 上野遥       | 野澤玲奈 川本紗矢   |
| B         | 20 21 | 上野遥 島崎遥香                   | E A      | 上野遥 大和田南那       | 野澤玲奈 上野遥       | 野澤玲奈 川本紗矢   |
| B         | 22    | 大和田南那                        | A        | 上野遥 大和田南那       | 野澤玲奈 上野遥       | 野澤玲奈 川本紗矢   |
| B         | 23 24 | 川本紗矢 村山彩希                 | 4        | 川本紗矢 佐々木優佳里   | 川本紗矢 向井地美音   | 野澤玲奈 川本紗矢   |
| B         | 25 26 | 島田晴香 佐々木優佳里             | K A      | 川本紗矢 佐々木優佳里   | 川本紗矢 向井地美音   | 野澤玲奈 川本紗矢   |
| B         | 27 28 | 渡辺麻友 福士奈央                 | B E      | 福士奈央 向井地美音     | 川本紗矢 向井地美音   | 野澤玲奈 川本紗矢   |
| B         | 29    | 向井地美音                        | K        | 福士奈央 向井地美音     | 川本紗矢 向井地美音   | 野澤玲奈 川本紗矢   |
| C         | 30 31 | 加藤玲奈 小嶋真子                 | B 4      | 小嶋真子 山田麻莉奈     | 小嶋真子 中村麻里子   | 小嶋真子 渋谷凪咲   |
| C         | 32 33 | 岡田奈々 山田麻莉奈               | 4 H      | 小嶋真子 山田麻莉奈     | 小嶋真子 中村麻里子   | 小嶋真子 渋谷凪咲   |
| C         | 34 35 | 梅田綾乃 中村麻里子               | B A      | 中村麻里子 山田野絵     | 小嶋真子 中村麻里子   | 小嶋真子 渋谷凪咲   |
| C         | 36    | 山田野絵                          | NIII     | 中村麻里子 山田野絵     | 小嶋真子 中村麻里子   | 小嶋真子 渋谷凪咲   |
| C         | 37 38 | 渋谷凪咲 東由樹                   | BII/4 M  | 渋谷凪咲 濵松里緒菜     | 渋谷凪咲 篠崎彩奈     | 小嶋真子 渋谷凪咲   |
| C         | 39 40 | 濵松里緒菜 大家志津香             | 8 A      | 渋谷凪咲 濵松里緒菜     | 渋谷凪咲 篠崎彩奈     | 小嶋真子 渋谷凪咲   |
| C         | 41 42 | 中野郁海 清水麻璃亜               | 8/K 8    | 中野郁海 篠崎彩奈       | 渋谷凪咲 篠崎彩奈     | 小嶋真子 渋谷凪咲   |
| C         | 43    | 篠崎彩奈                          | K        | 中野郁海 篠崎彩奈       | 渋谷凪咲 篠崎彩奈     | 小嶋真子 渋谷凪咲   |
| D         | 44 45 | 馬嘉伶 梅山恋和                   | B 難研   | 梅山恋和 込山榛香       | 込山榛香 朝長美桜     | 込山榛香 小笠原茉由 |
| D         | 46 47 | 谷口めぐ 込山榛香                 | A 4      | 梅山恋和 込山榛香       | 込山榛香 朝長美桜     | 込山榛香 小笠原茉由 |
| D         | 48 49 | 朝長美桜 相笠萌                   | KIV/4 K  | 朝長美桜 下口ひなな     | 込山榛香 朝長美桜     | 込山榛香 小笠原茉由 |
| D         | 50    | 下口ひなな                        | K        | 朝長美桜 下口ひなな     | 込山榛香 朝長美桜     | 込山榛香 小笠原茉由 |
| D         | 51 52 | 小嶋菜月 荒井優希                 | A KII    | 荒井優希 宮崎美穂       | 荒井優希 小笠原茉由   | 込山榛香 小笠原茉由 |
| D         | 53 54 | 宮崎美穂 田北香世子               | A        | 荒井優希 宮崎美穂       | 荒井優希 小笠原茉由   | 込山榛香 小笠原茉由 |
| D         | 55 56 | 阿部マリア 峯岸みなみ             | K        | 峯岸みなみ 小笠原茉由   | 荒井優希 小笠原茉由   | 込山榛香 小笠原茉由 |
| D         | 57    | 小笠原茉由                        | A        | 峯岸みなみ 小笠原茉由   | 荒井優希 小笠原茉由   | 込山榛香 小笠原茉由 |
| E         | 58 59 | 濵咲友菜 福地礼奈                 | 8        | 濵咲友菜 舞木香純       | 濵咲友菜 田中優香     | 田中優香 湯本亜美   |
| E         | 60 61 | 久保怜音 舞木香純                 | K研 8    | 濵咲友菜 舞木香純       | 濵咲友菜 田中優香     | 田中優香 湯本亜美   |
| E         | 62 63 | 岡田彩花 植木南央                 | 4 KIV    | 植木南央 田中優香       | 濵咲友菜 田中優香     | 田中優香 湯本亜美   |
| E         | 64    | 田中優香                          | KIV      | 植木南央 田中優香       | 濵咲友菜 田中優香     | 田中優香 湯本亜美   |
| E         | 65 66 | 矢吹奈子 明石奈津子               | H/B N    | 矢吹奈子 横山由依       | 横山由依 湯本亜美     | 田中優香 湯本亜美   |
| E         | 67 68 | 横山由依 下野由貴                 | A KIV    | 矢吹奈子 横山由依       | 横山由依 湯本亜美     | 田中優香 湯本亜美   |
| E         | 69 70 | 湯本亜美 シンカ・ジュリアニ       | K KIII   | 湯本亜美 大川莉央       | 横山由依 湯本亜美     | 田中優香 湯本亜美   |
| E         | 71    | 大川莉央                          | 4        | 湯本亜美 大川莉央       | 横山由依 湯本亜美     | 田中優香 湯本亜美   |
| F         | 72 73 | 田野優花 達家真姫宝               | K B      | 達家真姫宝 藤江れいな   | 達家真姫宝 福岡聖菜   | 福岡聖菜 市川愛美   |
| F         | 74 75 | 藤江れいな 佐藤妃星               | M 4      | 達家真姫宝 藤江れいな   | 達家真姫宝 福岡聖菜   | 福岡聖菜 市川愛美   |
| F         | 76 77 | 大森美優 木﨑ゆりあ               | 4 B      | 大森美優 福岡聖菜       | 達家真姫宝 福岡聖菜   | 福岡聖菜 市川愛美   |
| F         | 78    | 福岡聖菜                          | B        | 大森美優 福岡聖菜       | 達家真姫宝 福岡聖菜   | 福岡聖菜 市川愛美   |
| F         | 79 80 | 北川綾巴 茂木忍                   | S/4 K    | 北川綾巴 市川愛美       | 市川愛美 大島涼花     | 福岡聖菜 市川愛美   |
| F         | 81 82 | 山内祐奈 市川愛美                 | TII K    | 北川綾巴 市川愛美       | 市川愛美 大島涼花     | 福岡聖菜 市川愛美   |
| F         | 83 84 | 大島涼花 飯野雅                   | B 4      | 大島涼花 竹内美宥       | 市川愛美 大島涼花     | 福岡聖菜 市川愛美   |
| F         | 85    | 竹内美宥                          | B        | 大島涼花 竹内美宥       | 市川愛美 大島涼花     | 福岡聖菜 市川愛美   |
| G         | 86 87 | 菅原りこ 白間美瑠                 | NIII M/A | 白間美瑠 岩立沙穂       | 白間美瑠 鈴木まりや   | 鈴木まりや 竹内彩姫 |
| G         | 88 89 | 岩立沙穂 山田菜々美               | 4 8/A    | 白間美瑠 岩立沙穂       | 白間美瑠 鈴木まりや   | 鈴木まりや 竹内彩姫 |
| G         | 90 91 | 菅原茉椰 鈴木まりや               | E K      | 鈴木まりや 横島亜衿     | 白間美瑠 鈴木まりや   | 鈴木まりや 竹内彩姫 |
| G         | 92    | 横島亜衿                          | B        | 鈴木まりや 横島亜衿     | 白間美瑠 鈴木まりや   | 鈴木まりや 竹内彩姫 |
| G         | 93 94 | さくさく仮面（宮脇咲良） 後藤萌咲 | KIV/A B  | さくさく仮面 早坂つむぎ | さくさく仮面 竹内彩姫 | 鈴木まりや 竹内彩姫 |
| G         | 95 96 | 藤田奈那 早坂つむぎ               | K 8      | さくさく仮面 早坂つむぎ | さくさく仮面 竹内彩姫 | 鈴木まりや 竹内彩姫 |
| G         | 97 98 | 入山杏奈 上枝恵美加               | A BII    | 上枝恵美加 竹内彩姫     | さくさく仮面 竹内彩姫 | 鈴木まりや 竹内彩姫 |
| G         | 99    | 竹内彩姫                          | KII      | 上枝恵美加 竹内彩姫     | さくさく仮面 竹内彩姫 | 鈴木まりや 竹内彩姫 |

### 決勝ブロック
各ブロックを勝ち上がったメンバーが再度組み合わせ抽選を行い、ユニットセンターを決めるトーナメント戦を行った。
| 準々決勝 | 準々決勝          | 準々決勝 | 準決勝              | 決勝                |
| No.      | 氏名              | 所属     | 準決勝              | 決勝                |
| -------- | ----------------- | -------- | ------------------- | ------------------- |
| 47 19    | 込山榛香 野澤玲奈 | 4        | 込山榛香 湯本亜美   | 湯本亜美 田名部生来 |
| 99 69    | 竹内彩姫 湯本亜美 | KII K    | 込山榛香 湯本亜美   | 湯本亜美 田名部生来 |
| 78 37    | 福岡聖菜 渋谷凪咲 | B BII/4  | 渋谷凪咲 田名部生来 | 湯本亜美 田名部生来 |
| 6        | 田名部生来        | B        | 渋谷凪咲 田名部生来 | 湯本亜美 田名部生来 |

## 結果
| 順位                   | No.                    | 氏名                   | 所属                   | 備考                                         |
| ユニット・じゃんけん民 | ユニット・じゃんけん民 | ユニット・じゃんけん民 | ユニット・じゃんけん民 | ユニット・じゃんけん民                       |
| ---------------------- | ---------------------- | ---------------------- | ---------------------- | -------------------------------------------- |
| 1位                    | 6                      | 田名部生来             | B                      | 「逆さ坂」センター                           |
| 2位                    | 69                     | 湯本亜美               | K                      |                                              |
| 3位                    | 47                     | 込山榛香               | 4                      |                                              |
| 4位                    | 37                     | 渋谷凪咲               | BII/4                  |                                              |
| 5位                    | 78                     | 福岡聖菜               | B                      |                                              |
| 6位                    | 99                     | 竹内彩姫               | KII                    |                                              |
| 7位                    | 19                     | 野澤玲奈               | 4                      |                                              |
| カップリング選抜       |                        |                        |                        |                                              |
| 8位                    | 23                     | 川本紗矢               | 4                      | カップリングユニット曲「奇跡のドア」センター |
| 9位                    | 13                     | 高橋朱里               | 4                      |                                              |
| 10位                   | 57                     | 小笠原茉由             | A                      |                                              |
| 11位                   | 31                     | 小嶋真子               | 4                      |                                              |
| 12位                   | 82                     | 市川愛美               | K                      |                                              |
| 13位                   | 64                     | 田中優香               | KIV                    |                                              |
| 14位                   | 91                     | 鈴木まりや             | K                      |                                              |

## 裏じゃんけん大会
正式名称は『AKB48グループ 裏じゃんけん大会2016　最弱女王決定戦』。
じゃんけん大会の本戦および予選で1度も勝てていないメンバー（直接本戦に出場して一度も勝てずに敗退したメンバーおよび予選に出場して一度も勝てずに敗退したメンバー）を対象として本大会とは逆に負けたメンバーが残っていく方式で「じゃんけんの女神から最も見放された」最弱女王を決める戦い。
予選が行われたAKB48チーム8、AKB48研究生、SKE48、NMB48、HKT48およびNGT48については予選終了から本大会までの間に予選に出場して一度も勝てずに敗退したメンバーによる「裏じゃんけん大会の予選」が実施された。
AKB48チーム8は左伴彩佳と橋本陽菜、AKB48研究生は西川怜と山邊歩夢、SKE48は高木由麻奈と木本花音、NMB48は武井紗良と石田優美、HKT48は宮﨑想乃と宇井真白、NGT48は中村歩加と太野彩香がそれぞれ代表となり、本戦が行われる横浜アリーナへ行き、本大会開催当日にその裏で行われる裏じゃんけん大会の決勝ラウンドに参加することになった。
また本大会当日、一度も勝てずに敗退したメンバーの中から負け残りの形で予選が行われ、負け残った西野未姫、大和田南那、加藤玲奈、小嶋菜月、大川莉央、竹内美宥、藤田奈那が決勝ラウンドに参加することになった。これらのメンバーにより行われた決勝ラウンドではAKB48の竹内美宥が優勝した。その模様は「逆さ坂」の特典DVDに収録の『裏じゃんけん大会2016 最弱女王決定戦』に収録されている。

## 公式関連出版物
- AKB48 じゃんけん大会公式ガイドブック2016（2016年9月23日、光文社）[13]